# Петър Чернев (политик)
Вижте пояснителната страница за други личности с името Петър Чернев.
Петър Атанасов Чернев е български политик.

## Биография
Петър Чернев е роден в Русе и завършва класно училище в родния си град и след това Робърт колеж в Цариград като стипендиант на русенската община. От 1873 г. е учител по английски и турски в Русе. Известен е и като читалищен и театрален деец и секретар на читалище „Зора“.
След Освобождението е народен представител от Консервативната партия в Учредителното събрание и в I велико народно събрание. След това за кратко е кмет на Русе през 1879 г. Главната му задача по време на краткото му кметуване в Русе е да замени безболезнено руския език и руските служители с български в общината след деветмесечното Временно руско управление. През лятото на 1879 г. според изискванията на Берлинския договор е разрушена русенската крепост.
През 1880 г. е секретар на Министерския съвет. От 1880 до 1881 г. участва в българо-турската погранична комисия. По това време е секретар на дипломатическото агентство на България в Букурещ. Между 1881 и 1883 г. е секретар на агентството ни в Белград. В периода 1883 – 1887 г. е секретар и главен секретар на Министерството на външните работи. През август 1886 г. управлява министерството до завръщането на Григор Начович. От 1886 до 1887 г. управлява българското дипломатическо агенство в Букурещ, но е отзован по подозрение в симпатии към офицерите-детронатори. Между 1896 и 1899 г. е член на Временното централно бюро на Прогресивнолибералната партия, а от 1904 до 1907 г. и на редовното Централно бюро. Членува в масонската ложа „Братство“. Участва като народен представител в V ВНС и в допълнителните избори на II ОНС.
От 4 април 1901 до 23 септември 1903 година Чернев е кмет на София. През този период започва редовна работа откритата по-рано трамвайната линия за Княжево и са открити нови линии. На 23 април 1901 година  е положен е основният камък на Паметника на Цар Освободител.